# Abraham Beame
Abrahan David "Abe" Beame (Londres, 20 de marzo de 1906-Manhattan, 10 de febrero de 2001) fue el alcalde de Nueva York entre 1974 y 1977. Como tal, presidió la ciudad durante la crisis fiscal de mediados de los años 70, durante la cual la ciudad estuvo a punto de declararse en bancarrota.

## Primeros años
Beame fue el primer alcalde de Nueva York que practicaba el judaísmo. (El exalcalde Fiorello H. La Guardia poseía antecedentes judíos por parte de su madre, pero no era practicante). Nació en Londres, y creció en el Lower East Side de Nueva York. Mientras estudiaba en el Baruch College, cofundó una firma de contabilidad, Beame & Greidinger. Luego de su graduación enseñó contabilidad desde 1926 hasta 1946 en la secundaria Richmond Hill, en el barrio de Queens, y eventualmente contabilidad y leyes comerciales en la Universidad Rutgers durante 1944 y 1945. Se convirtió en director de presupuestos de la ciudad entre 1952 y 1961. Pertenecía al Partido Demócrata, y en 1965 fue el nominado de su partido para alcalde, pero fue derrotado por el candidato republicano, John Lindsay.

## Alcalde de Nueva York, 1973-1977
Luego de derrotar al senador del Estado, John Marchi, en la elección de alcalde de 1973, Beame enfrentó la peor crisis fiscal en la historia de la ciudad y pasó buena parte de su mandato tratando de salvar a Nueva York de la bancarrota. Recortó la fuerza laboral de la ciudad, congeló salarios,[cita requerida] y reestructuró el presupuesto, lo cual resultó ser insuficiente hasta que fueron reforzados por acciones de las entidades con patrocinio estatal recientemente creadas y el aporte de fondos federales. También durante su mandato ocurrió la crisis derivada del apagón de julio de 1977.
Luego de unos tumultuosos cuatro años como alcalde, postuló por un segundo periodo en 1977 (poco después del apagón, uno de los puntos más bajos de la historia de Nueva York) y finalizó tercero en la primaria demócrata, detrás del Representante Edward Koch y el Secretario del Estado de Nueva York, Mario Cuomo. Beame derrotó a la excongresista Bella Abzug, al congresista Herman Badillo y Percy Sutton en la primaria de 1977.
Cuando dejó el cargo en diciembre de 1977, el presupuesto de la ciudad había cambiado de un déficit de 1.500 millones de dólares a un superávit de 200 millones.
Falleció en 2001 a la edad de 94 años debido a complicaciones de una cirugía a corazón abierto en el Centro Médico de la Universidad de Nueva York.